# Bob MacKinnon (1960)
Robert MacKinnon Jr., detto Bob (Buffalo, 24 ottobre 1960), è un allenatore di pallacanestro statunitense.

## Biografia
È il figlio dell'allenatore Bob MacKinnon.

## Palmarès
- Campione NBA D-League (2009)